# Heribert IV. (Vermandois)
Heribert IV.  (* um 1032; † um 1080) war Graf von Vermandois und durch Ehe Graf von Valois.
Er war der letzte Graf von Vermandois aus dem Haus der Karolinger und damit, neben seinem Sohn, der letzte männliche Karolinger überhaupt.
Er war der Sohn und Nachfolger des Grafen Odo von Vermandois († 25. Mai 1045) und beerbte ihn bei dessen Tod.
Vor 1068 heiratete er Adele von Valois, Tochter Rudolfs IV., Graf von Valois, Crépy, Vitry, Amiens und Vexin. Das Erbe des Schwiegervaters fiel nach dessen Tod 1074 an Adeles älteren Bruder Simon, der jedoch 1077 ins Kloster eintrat und Adele zumindest die Grafschaft Valois vererbte, die Heribert nun aus dem Recht seiner Frau regierte.
Er hatte zwei Kinder:
- Odo (Eudes) II., genannt der Wahnsinnige („l’Insensé“) († nach 1085), ⚭ Hadwige
- Adélaide (* wohl 1065, † 28. September 1120/1124) Gräfin von Vermandois und Valois, ⚭ I) 1078 Hugo von Frankreich (1057–1101), Sohn König Heinrichs I. von Frankreich (Kapetinger), ⚭ II) 1103 Rainald II. († vor 1162) Graf von Clermont-en-Beauvaisis (Haus Clermont)

Heriberts einziger Sohn Odo litt offenbar an einer Geisteskrankheit, wurde jedenfalls von seinem Vater enterbt. Alleinerbin wurde stattdessen seine Tochter Adélaide, die den väterlichen Besitz durch ihre erste Ehe an die Kapetinger brachte.